# Paguristes starcki
Paguristes starcki is een tienpotigensoort uit de familie van de Diogenidae. De wetenschappelijke naam van de soort is voor het eerst geldig gepubliceerd in 1965 door Provenzano.